# Federazione Internazionale di Football Americano
La Federazione Internazionale di Football Americano (in inglese International Federation of American Football, acronimo IFAF) è l'organismo di governo internazionale del football americano, che aderisce a Global Association of International Sports Federations. Fondata nel 1998, la sua sede è alla Courneuve in Francia ed è presieduta dallo svedese Tommy Wiking. Questa federazione ha il ruolo decisivo per assegnare l'organizzazione del campionato mondiale di football americano.

## Storia
La prima federazione nazionale di football americano al di fuori degli Stati Uniti venne fondata nel 1896 in Canada, dove era già molto diffuso il football canadese. Anche il Giappone fu tra i primi Paesi nei quali si diffuse il football americano: la federazione nazionale di questo stato nacque infatti nel 1936. La prima federazione europea è stata invece costituita nel 1976; da allora tale sport ha registrato una notevole espansione, soprattutto in Europa, dove venne a formarsi, nel 1996, la Federazione Europea di Football Americano. Due anni più tardi, nel 1998, venne ufficialmente costituita la Federazione Internazionale di Football Americano. La IFAF divenne membro provvisorio della Association Générale des Fédérations Internationales de Sports (Associazione Generale delle Federazioni Sportive Internazionali) nel 2003, diventando membro della GAISF a pieno titolo nel 2005.
Attualmente 45 federazioni di football americano in Nord America e Sud America, Europa, Asia e Oceania sono membri della IFAF, rappresentando circa 23 milioni di atleti di tutto il mondo.

## Federazioni continentali
- IFAF Europe (ha sostituito la EFAF nel 2014)
- IFAF Americas (ha sostituito la PAFAF nel 2012)
- IFAF Asia (ha sostituito la AFAF nel 2012)
- IFAF Oceania (ha sostituito la OFAF[2] nel 2012)
- IFAF Africa